# Mundżak chiński
Mundżak chiński (Muntiacus reevesi) – gatunek ssaka parzystokopytnego z podrodziny jeleni (Cervinae) w obrębie rodziny jeleniowatych (Cervidae). Występuje endemicznie na wyspie Tajwan oraz w Chinach kontynentalnych, na rozległym terenie subtropikalnego regionu zlewni Rzeki Perłowej i Jangcy (od Guangdongu i Kuangsi do Gansu i Shaanxi).

## Taksonomia
Gatunek po raz pierwszy zgodnie z zasadami nazewnictwa binominalnego opisał w 1839 irlandzki przyrodnik William Ogilby, umieszczając nowo opisany gatunek w rodzaju Cervus i nadając mu epitet gatunkowy  reevesi. Opis ukazał się w artykule poświęconym nowemu gatunkowi mundżaka z Chin opublikowanym w czasopiśmie Proceedings of the Zoological Society of London. Miejsce typowe to Kanton, Chińska Republika Ludowa. Holotyp to czaszka dorosłego samca (sygnatura BMNH:Mamm:1855.12.24.283) ze zbiorów Muzeum Historii Naturalnej w Londynie; okaz typowy zebrał John Reeves. Podgatunek micrurus (jako odrębny gatunek) po raz pierwszy zgodnie z zasadami nazewnictwa binominalnego opisał w 1875 roku angielski zoolog Philip Lutley Sclater, umieszczając nowo opisany gatunek w rodzaju Cervulus i nadając mu epitet gatunkowy micrurus. Opis ukazał się w artykule poświęconym kilku rzadkim lub mało znanym ssakach obecnie lub niedawno żyjących w kolekcji Towarzystwa Zoologicznego, opublikowanym w czasopiśmie Proceedings of the Zoological Society of London. Miejsce typowe to Tajwan. Sclater oparł swój opis na samcu i samicy; być może oba okazy znajdują się w Muzeum Historii Naturalnej w Londynie.
Jako że kariotyp M. reevesi ma stosunkowo dużą liczbę chromosomów, jest on uważany za prymitywnego mundżaka. Analiza oparta na danych genetycznych przeprowadzona w 2020 roku umieszcza M. reevesi w kladzie złożonym z M. vuquangensis, M. putaoensis, M. troungsonensis i M. rooseveltorum. Autorzy Illustrated Checklist of the Mammals of the World rozpoznają dwa podgatunki. 

### Etymologia
- Muntiacus: sundajska nazwa Muntjak dla mundżaka[32].
- reevesi: John Reeves (1774–1856), angielski przyrodnik amator, kolekcjoner, w latach 1812–1831 pełnił funkcję urzędnika w Chinach, głównie w Makau[33].
- micrurus: gr. μικρος mikros ‘mały, krótki’; ουρα oura ‘ogon’[34].

## Budowa ciała

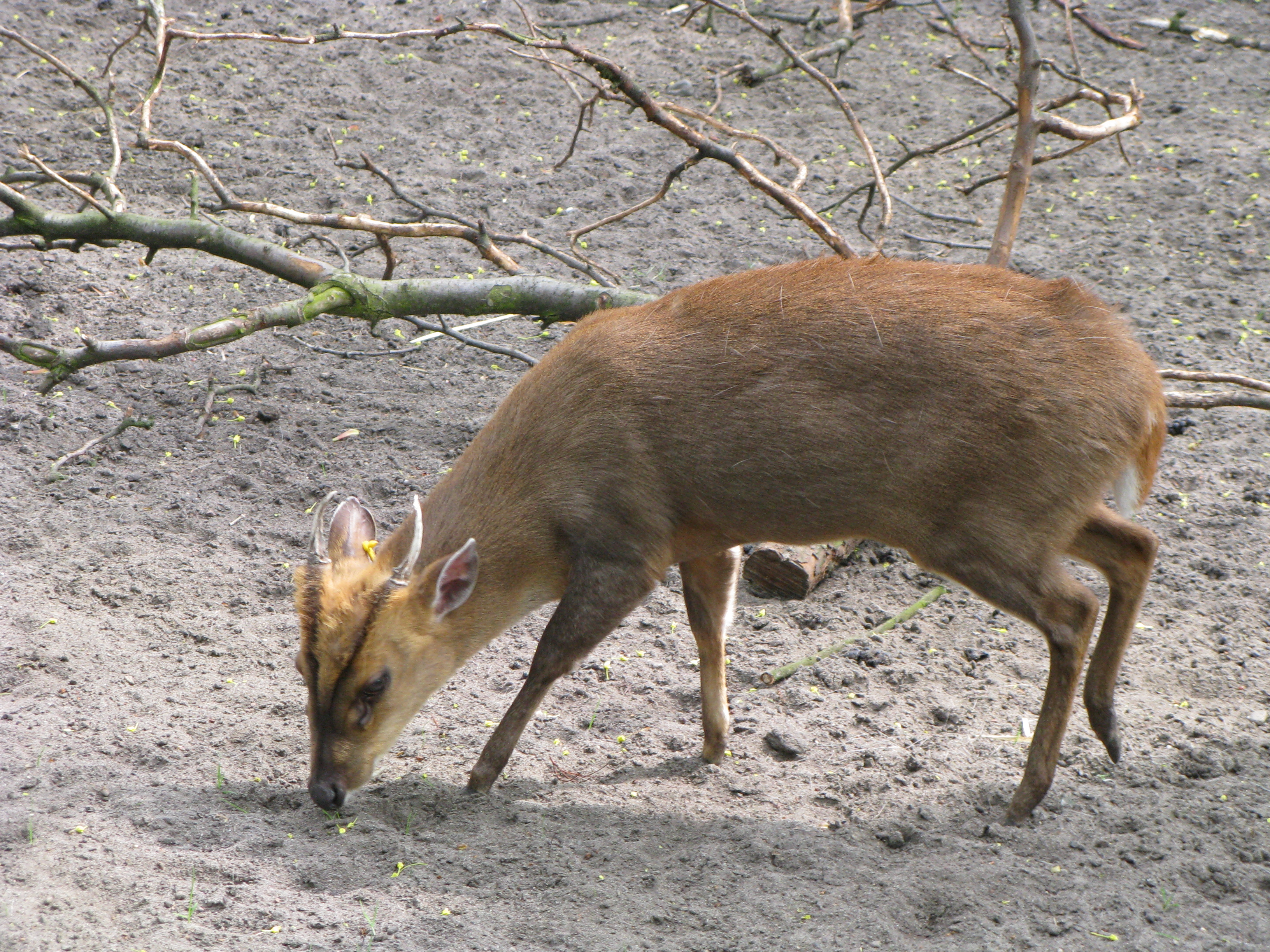
Samiec w Ogrodzie Zoobotanicznym w Toruniu

Długość ciała 70–80 cm, wysokość w kłębie 45–50 cm, długość ogona 12–13 cm; masa ciała dorosłych samic 12–13 kg, dorosłych samców 14–15 kg. Na głowie poroże u osobników dorosłych jest krótkie i proste, długości 4–8 cm, osadzone na trzonach o wysokości 5–8 cm. Sierść wybarwiona jest zwykle na kolor ciemnoszarobrązowy z jaśniejszymi smugami. Nad oczami sierść ma kolor jasny. Górne kły samców są silnie rozwinięte i osiągają 6 cm, natomiast u samic są mniejsze i dorastają do 1,6 cm.

## Tryb życia
Mundżaki chińskie wiodą samotniczy tryb życia lub żyją w parach. Wykazują aktywność głównie nocą, a też rankiem.

### Cykl życiowy
Okres godowy wypada zazwyczaj w styczniu i lutym. Po ciąży trwającej ok. 180 dni samica rodzi zwykle l młode, o masie ciała ważące nieco ponad 0,5 kg. Mundżaki chińskie zrzucają poroże zazwyczaj w maju. W okresie godowym lub w sytuacji zagrożenia mundżaki wydają charakterystyczne dźwięki podobne do szczekania psa.

## Rozmieszczenie geograficzne
Występuje endemicznie na wyspie Tajwan oraz w Chinach kontynentalnych, na rozległym terenie subtropikalnego regionu zlewni Rzeki Perłowej i Jangcy (od Guangdong i Kuangsi do Gansu i Shaanxi).
Rozmieszczenie według podgatunku:
- M. reevesi reevesi – południowo-wschodnia Chińska Republika Ludowa
- M. reevesi micrurus – Tajwan

Gatunek został Introdukowany na terenie Anglii, gdzie istnieje populacja tych zwierząt, oraz na terenie Francji, gdzie wprowadzenie gatunku się nie powiodło. 

## Ekologia
Mundżak chiński jest roślinożercą. Żywi się roślinami zielnymi i liśćmi krzewów.

### Siedlisko
Zamieszkuje zarośla i lasy. Często spotykany na terenach górskich, na wysokości od 50 do 3500 m n.p.m.

## Status zagrożenia
W Czerwonej księdze gatunków zagrożonych Międzynarodowej Unii Ochrony Przyrody i Jej Zasobów został zaliczony do kategorii LC (ang. least concern ‘najmniejszej troski’).